# Rząd w grupie multiplikatywnej
Rząd w grupie multiplikatywnej modulo n – w teorii liczb, najmniejsza dodatnia liczba całkowita {\displaystyle k}, taka, że dla ustalonych liczb a, n, które są względnie pierwsze (przy czym a jest liczbą całkowitą, a n – dodatnią liczbą całkowitą), zachodzi:
{\displaystyle a^{k}\ \equiv \ 1{\pmod {n}}}
Innymi słowy, rząd elementu a w grupie multiplikatywnej modulo n to rząd a jako elementu grupy multiplikatywnej w pierścieniu liczb całkowitych modulo n.
Rząd {\displaystyle a} modulo {\displaystyle n} oznacza się zwykle:
{\displaystyle \operatorname {ord} _{n}(a)}.

## Przykład
Mamy następujące potęgi 4 modulo 7:
{\displaystyle {\begin{array}{llll}4^{0}&=1&=0\times 7+1&\equiv 1{\pmod {7}}\\4^{1}&=4&=0\times 7+4&\equiv 4{\pmod {7}}\\4^{2}&=16&=2\times 7+2&\equiv 2{\pmod {7}}\\4^{3}&=64&=9\times 7+1&\equiv 1{\pmod {7}}\\4^{4}&=256&=36\times 7+4&\equiv 4{\pmod {7}}\\4^{5}&=1024&=146\times 7+2&\equiv 2{\pmod {7}}\\4^{6}&=4096&=586\times 7+1&\equiv 1{\pmod {7}}\\\vdots \\\end{array}}}
Najmniejszą dodatnią liczbą całkowitą {\displaystyle k} taką, że {\displaystyle 4^{k}\equiv 1\!\!\!\!{\pmod {7}}} jest 3, czyli {\displaystyle \operatorname {ord} _{7}(4)=3}.

## Własności
Nawet bez odwoływania się do pojęcia grupy multiplikatywnej modulo n, można wykazać, że element {\displaystyle a} faktycznie posiada rząd. Wynika to z faktu, że kolejne potęgi {\displaystyle a} mogą przyjmować jedynie skończoną liczbę różnych wartości modulo {\displaystyle n}.
Zatem, zgodnie z zasadą szufladkową Dirichleta, muszą istnieć dwie potęgi {\displaystyle s} oraz {\displaystyle t} (przy czym bez straty ogólności można założyć, że {\displaystyle s>t}), dla których zachodzi kongruencja:
{\displaystyle a^{s}\equiv a^{t}{\pmod {n}}}.
Ponieważ {\displaystyle a} oraz {\displaystyle n} są względnie pierwsze, element {\displaystyle a} posiada element odwrotny {\displaystyle a^{-1}} modulo {\displaystyle n}. Można więc obustronnie wymnożyć powyższą kongruencję przez {\displaystyle a^{-t}}, uzyskując:
{\displaystyle a^{s-t}\equiv 1{\pmod {n}}}.
Pojęcie rzędu liczby modulo jest szczególnym przypadkiem rzędu elementu grupy. Rząd liczby {\displaystyle a} modulo {\displaystyle n} oznacza rząd {\displaystyle a} jako elementu grupy multiplikatywnej modulo {\displaystyle n}, czyli grupy złożonej z klas reszt modulo {\displaystyle n} liczb względnie pierwszych z {\displaystyle n}, w której działaniem jest mnożenie modulo {\displaystyle n}.
Grupa ta stanowi zbiór elementów odwracalnych pierścienia {\displaystyle \mathbb {Z} _{n}} i zawiera dokładnie {\displaystyle \varphi (n)} elementów, gdzie {\displaystyle \varphi } oznacza funkcję Eulera (tocjent). Grupę tę oznacza się najczęściej jako {\displaystyle \mathbb {Z} _{n}^{*}}, {\displaystyle U(n)} lub {\displaystyle U(\mathbb {Z} _{n})}.
Na mocy twierdzenia Lagrange’a, rząd {\displaystyle a} modulo {\displaystyle n}, oznaczany jako {\displaystyle \operatorname {ord} _{n}(a)}, jest dzielnikiem {\displaystyle \varphi (n)}. Jeśli {\displaystyle \operatorname {ord} _{n}(a)=\varphi (n)}, wówczas {\displaystyle a} jest pierwiastkiem pierwotnym modulo {\displaystyle n}. Oznacza to, że grupa {\displaystyle \mathbb {Z} _{n}^{*}} jest cykliczna, a kolejne potęgi {\displaystyle a} generują całą grupę.
Silniejszym twierdzeniem jest stwierdzenie, że rząd elementu {\displaystyle a} w grupie multiplikatywnej modulo {\displaystyle n}, czyli {\displaystyle \operatorname {ord} _{n}(a)}, jest dzielnikiem wartości funkcji Carmichaela {\displaystyle \lambda (n)}.

## Przykłady rzędu elementów
Dla liczby pierwszej {\displaystyle n=7} badamy rzędy kolejnych liczb całkowitych od 0 do 6. W każdym przypadku wyznaczamy kolejne potęgi danego elementu modulo 7, aż do uzyskania reszty 1, co oznacza zakończenie cyklu:
- 0 – brak rzędu; 0 nie jest względnie pierwsze z 7.
- 1 – rząd 1 (ciąg: 1).
- 2 – rząd 3 (ciąg: 2, 4, 1).
- 3 – rząd 6 (ciąg: 3, 2, 6, 4, 5, 1).
- 4 – rząd 3 (ciąg: 4, 2, 1).
- 5 – rząd 6 (ciąg: 5, 4, 6, 2, 3, 1).
- 6 – rząd 2 (ciąg: 6, 1).

W przypadku {\displaystyle n=9}, które nie jest liczbą pierwszą, sytuacja wygląda następująco:
- 0 – brak rzędu; 0 nie jest względnie pierwsze z 9.
- 1 – rząd 1 (ciąg: 1).
- 2 – rząd 6 (ciąg: 2, 4, 8, 7, 5, 1).
- 3 – brak rzędu; 3 nie jest względnie pierwsze z 9 (ciąg kończy się zerem).
- 4 – rząd 3 (ciąg: 4, 7, 1).
- 5 – rząd 6 (ciąg: 5, 7, 8, 4, 2, 1).
- 6 – brak rzędu; 6 nie jest względnie pierwsze z 9 (ciąg kończy się zerem).
- 7 – rząd 3 (ciąg: 7, 4, 1).
- 8 – rząd 2 (ciąg: 8, 1).

Elementy, które nie są względnie pierwsze z 9 (takie jak 3 i 6), nie posiadają rzędu, ponieważ nie należą do grupy multiplikatywnej modulo 9 – ich potęgi prowadzą do zera.
W obu przypadkach potęgi elementów, które są względnie pierwsze z {\displaystyle n}, tworzą cykle kończące się resztą 1.

## Pierwiastki pierwotne
Pierwiastek pierwotny (nazywany także pierwiastkiem prymitywnym) to element grupy multiplikatywnej modulo n, którego rząd jest równy rzędowi grupy. W teorii grup oznacza to, że jest to generator grupy – element, który poprzez kolejne potęgowanie generuje wszystkie elementy danej grupy.
Jeśli grupa multiplikatywna modulo n jest cykliczna, to istnieją w niej pierwiastki pierwotne. Potęgując taki element, otrzymuje się kolejno wszystkie elementy grupy.
Przykłady:
- dla {\displaystyle n=7}, grupa {\displaystyle \mathbb {Z} _{7}^{*}} ma dwa pierwiastki pierwotne: {\displaystyle a=3} oraz {\displaystyle a=5};
- dla {\displaystyle n=9}, pierwiastkami pierwotnymi są {\displaystyle a=2} oraz {\displaystyle a=5};
- dla {\displaystyle n=8} pierwiastki pierwotne nie istnieją – grupa {\displaystyle \mathbb {Z} _{8}^{*}} nie jest cykliczna.

Jeśli grupa multiplikatywna modulo n posiada pierwiastki pierwotne, to ich liczba jest równa {\displaystyle \varphi (\varphi (n))}, gdzie {\displaystyle \varphi } oznacza funkcję Eulera (tocjent).

## Wysoki rząd
W odniesieniu do grup multiplikatywnych, zwłaszcza tych o dużym porządku (na przykład rzędu {\displaystyle 2^{32}}, jak w przypadku generatora liczb pseudolosowych Lehmera), stosuje się pojęcie wysokiego rzędu elementu, nawet jeśli rozpatrywany element nie jest pierwiastkiem pierwotnym.
Określenie „wysoki rząd” nie posiada ścisłej definicji – jest to termin używany intuicyjnie lub opisowo. Oznacza sytuację, w której rząd elementu {\displaystyle a} jest stosunkowo duży w porównaniu z maksymalnym możliwym rzędem w danej grupie.
Przykład: w grupie multiplikatywnej modulo 81 (tj. {\displaystyle \mathbb {Z} _{81}^{*}}), maksymalny rząd elementów (równa się on rządowi grupy) wynosi 54. Istnieje wiele pierwiastków pierwotnych generujących całą grupę, których rzędy są równe 54.
Jednak inne elementy, względnie pierwsze z 81 (czyli niepodzielne przez 3), mogą mieć rzędy mniejsze, na przykład:
- {\displaystyle 4} – rząd 27 (ciąg: 4, 16, 64, 13, 52, 46, 22, 7, 28, 31, 43, 10, 40, 79, 73, 49, 34, 55, 58, 70, 37, 67, 25, 19, 76, 61, 1);
- {\displaystyle 10} – rząd 9 (ciąg: 10, 19, 28, 37, 46, 55, 64, 73, 1);
- {\displaystyle 28} – rząd 3 (ciąg: 28, 55, 1).

W powyższym przykładzie element {\displaystyle 4} można określić jako element o „wysokim rzędzie”, ponieważ jego rząd (27) jest relatywnie duży w stosunku do rzędu maksymalnego (54), mimo że {\displaystyle 4} nie jest pierwiastkiem pierwotnym.

## Przykład kodu
W celu wyznaczenia rzędów elementów w grupie multiplikatywnej modulo {\displaystyle n}, należy w pierwszej kolejności rozróżnić liczby względnie pierwsze z {\displaystyle n} od pozostałych. W tym celu rozkłada się liczbę {\displaystyle n} na czynniki pierwsze:
{\displaystyle n=p_{0}\cdot p_{1}\cdot \dots \cdot p_{k}}.
Na podstawie tego rozkładu można wyznaczyć zbiór liczb całkowitych od 1 do {\displaystyle n-1}, które są względnie pierwsze z {\displaystyle n}, to znaczy niepodzielne przez żaden z czynników pierwszych liczby {\displaystyle n}. Wyznaczenie tego zbioru można zrealizować na przykład przy użyciu „tablicy binarnej” (tzw. sita), wykreślając wielokrotności każdego z {\displaystyle p_{i}}.
Dla każdej liczby względnie pierwszej z {\displaystyle n} można następnie wyznaczyć jej rząd, poprzez potęgowanie modulo {\displaystyle n} – sprawdzając kolejne potęgi elementu aż do momentu uzyskania reszty 1 (co oznacza zakończenie cyklu).
Jeżeli dana liczba generuje wszystkie liczby względnie pierwsze z {\displaystyle n} (czyli wszystkie elementy grupy multiplikatywnej modulo {\displaystyle n}), to jej rząd jest równy {\displaystyle \varphi (n)}, a liczba ta jest pierwiastkiem pierwotnym modulo {\displaystyle n}. Zobacz przykład programu wyznaczającego rząd w grupie multiplikatywnej na Wikibooks.